# 天主教特爾希艾教區
天主教特爾希艾教區（拉丁語：Dioecesis Telsensis）是羅馬天主教在立陶宛的一個教區，屬考那斯總教區。
教區於2010年時有581,000名教友（佔轄區總人口80%），有148個堂區、157名司鐸、13名修士和39名修女。現任教區主教為阿爾吉爾達斯·尤雷維丘斯，榮休主教為若望·博魯塔。
教區於1926年4月4日成立。克萊佩達自治會院區於1991年12月24日併入。